# 하야시카네 조선
하야시카네 조선(일본어: 林兼造船)은 야마구치현 시모노세키시에 본거지를 둔 조선 업체이자 선박 제조사이다. 이 업체는 1916년 설립하였다가 1987년에 해산되었으며, 포경선도 운영된 적이 있고 심지어는 원양어업을 동참시킨 업체로도 유명하다. 그리고 세월호 침몰 사고를 일으킨 세월호를 건조한 조선소이다.

## 보유한 공장
보유한 공장은 시모노세키, 나가사키 두 공장이 있으며, 시모노세키 공장은 다른 업체에 팔려나가게 된 상태이고, 나가사키 공장은 2004년을 기준으로 현재의 후쿠오카 조선이 되었다. 그래서 하야시카네 선거의 나가사키 공장이 이 업체에서 1980년 분리된 형태로 독립하였지만, 일본 내에서의 조선업 불황이 지속되면서 이 공장을 1992년 대만의 에버그린 그룹에 매각, 초에이 조선(長栄造船)으로 잠시 개명된 적이 있었다가 2004년에 다시 다른 업체에 매각되기도 하였다.

## 특이 사항
이 업체는 조선인 강제 징용으로 끌려간 업체로 유명한 업체였던 가와나미 공업(川南工業)을 모태로 하였던 것으로 알려져 온 것으로 드러나고 있다.